# South Deerfield
La census-designated place de South Deerfield est située dans le comté de Franklin, dans le Commonwealth du Massachusetts, aux États-Unis. Sa population s’élevait à 1 880 habitants lors du recensement de 2010.

## Démographie
| Groupe            | South Deerfield | Massachusetts | États-Unis |
| ----------------- | --------------- | ------------- | ---------- |
| Blancs            | 94,8            | 80,4          | 72,4       |
| Asiatiques        | 2,2             | 5,3           | 4,8        |
| Métis             | 1,4             | 2,6           | 2,9        |
| Autres            | 1,0             | 5,0           | 7,3        |
| Afro-Américains   | 0,7             | 6,6           | 12,6       |
| Total             | 100             | 100           | 100        |
|                   |                 |               |            |
| Latino-Américains | 3,2             | 9,6           | 16,7       |

Selon l'American Community Survey, pour la période 2011-2015, 92,32 % de la population âgée de plus de 5 ans déclare parler l'anglais à la maison, 3,90 % déclare parler le français, 1,65 % le portugais, 1,28 % l'espagnol et 0,85 % le polonais.

## Économie
Le siège de Yankee Candle se trouve à South Deerfield.